# 周治平
周治平（1960年10月28日—），祖籍湖南零陵，臺灣男歌手及音乐制作人。他是1980年代末至90年代初期台灣唱作界的中流砥柱，與童安格、李宗盛、齊秦、周華健等創作了大量商業音樂作品，引來不少香港歌手改編。

## 生平
周治平本在齊秦效力的綜一唱片任職助理製作，後來轉任唱片監製，1984至1989年曾是其音樂班底，另一位監製是黃大軍。1989年台灣寶麗金收購綜一唱片後，周治平轉型為唱作歌手，先推出《青梅竹馬》（李克勤《紅樓夢》的國語版本），繼而是《我就在你身邊》（對應作品：草蜢《流淚的背影》），1990年初再推出歌曲同名專輯。
1990年5月19日，中國電視公司播出周治平主持的楊林電視專輯《南非之旅》（字卡顯示名稱為《1990旅遊日記在南非：楊林專輯》）。
1996年，周治平轉向幕後發展，曾使用母親名字「史次年」作筆名創作歌曲四年。
2006年11月4至5日於台北國際會議中心、2006年11月11日於國立中興大學，周治平與童安格共同舉辦「童周共聚」演唱會，並於2007年2月25日晚間公共電視文化事業基金會錄影轉播。2007年2月14日，環球唱片推出《童周共聚演唱會LIVE》3CD；2007年3月16日，環球國際音樂發行《童周共聚—2006童安格&周治平演唱會》雙DVD。
2007年9月8日於新加坡室內體育館，周治平與童安格共同舉辦「童周共聚」演唱會。

## 音樂專輯作品
| #   | 專輯資料                        | 發行日期      | 唱片公司 | 語言 | 曲目 |
| --- | ------------------------------- | ------------- | -------- | ---- | --- |
| 1st | 《青梅竹馬》                    | 1990年2月     | 寶麗金   | 國語 | 曲目 1. 青梅竹馬 2. Mr. Lee你要往哪裡去 3. 馬屁王朝 4. 夢不到你 5. 我把心遺落在1989 6. 我就在你身邊 7. 整夜難眠 8. 什麼時候我們開始學會 9. 莎娜．莎揚娜拉 10. 悲傷的歌                 |
| 2nd | 《歲月的歌》                    | 1992年3月     | 寶麗金   | 國語 | 曲目 1. 歲月的歌 2. On The Radio 3. 我怎麼可能會愛上你 4. 總有一天 5. 寂寞的眼 6. 蘇三起解 7. 江南有雨嗎 8. 愛我 9. 傷心歌手 10. 春夏秋冬                                              |
| 3rd | 《風花雪月作品集》              | 1992年12月    | 寶麗金   | 國語 | 曲目 1. 那一場風花雪月的事 2. 晚安吾愛 3. 我和我追逐的夢 4. 陪你卸妝 5. 是不是一聲再見以後 6. 重提往事 7. 停留 8. 讓我孤獨的時候還能夠想著你 9. 停留 10. 今夜留一點愛給我 11. 親愛的你 |
| 4th | 《花開花謝》                    | 1995年1月     | 寶麗金   | 國語 | 曲目 1. 花開花謝 2. 玫瑰花瓣的信箋 3. 焚 4. 失樂園 5. 訴說 6. 箏 7. 比翼雙飛 8. 你是如此難以忘記 9. 往事悠悠 10. 歌                                                                    |
| 5th | 《風花雪月作品集II：情歌事件》  | 1995年12月    | 寶麗金   | 國語 | 曲目 1. 為情所困 2. 愛不怕讓你知道 3. 一天一點愛戀 4. 多情 5. 城市的夜容易失眠 6. 你依然在我心深處 7. 不要問我過的好不好 8. 我會傷了你的心 9. 時間的傷 10. 再相遇也許來生              |
| 6th | 《中年男子》                    | 2021年9月15日 | 華納音樂 | 國語 | 曲目 1. 偶然想起那日妳身上的香 2. 一路瘋狂 3. 中年男子 4. 思念樹 5. 流光 6. 只如初見 7. 我愛茶煲 8. 多情夜台北 9. 爸爸的鞋 10. 每個人都寂寞                                            |
| 7th | 《風花雪月作品集III：大河悠悠》 | 2025年5月22日 | 華納音樂 | 國語 | 曲目 1. 大河悠悠 2. 春天 3. 沙子 4. 別讓我心疼 5. 困砂 6. 原湯 7. 請不要在別人的肩上哭泣 8. 明天我們不見不散 9. 一刻永遠 10. 有一首歌                                                  |

## 外部連結
- 周治平的風花雪月，周治平官方臉書。